# Riley Minix
Riley James Minix, né le  22 septembre 2000 à Sebastian en Floride, est un joueur américain de basket-ball évoluant au poste d'ailier.

## Biographie

### Carrière professionnelle

#### Spurs de San Antonio (depuis 2024)
Le 19 octobre 2024, il signe un contrat two-way avec les Spurs de San Antonio.

## Palmarès et distinctions personnelles

### Universitaires
- OVC Player of the Year (2024)
- First-team All-OVC (2024)
- OVC All-Newcomer team (2024)
- OVC Tournament MVP (2024)
- 2× First-team NAIA All-American (2022, 2023)
- 2× Sun Conference (en) Player of the Year (2022, 2023)
- 3× First-team All-Sun Conference (2020, 2022, 2023)
- Sun Conference Freshman of the Year (2020)
- Academic All-American of the Year (2023)
- Second-team Academic All-American (2024)

## Statistiques

### Universitaires

#### Division I NCAA
| Saison    | Équipe              | Matchs | Titul. | Min./m | % Tir | % 3pts | % LF | Rbds/m. | Pass/m. | Int/m. | Ctr/m. | Pts/m. |
| --------- | ------------------- | ------ | ------ | ------ | ----- | ------ | ---- | ------- | ------- | ------ | ------ | ------ |
| 2023-2024 | Morehead State (en) | 35     | 35     | 33.8   | .541  | .349   | .839 | 9.7     | 2.2     | 1.3    | 1.0    | 20.9   |

#### NAIA
| Saison    | Équipe            | Matchs | Titul. | Min./m | % Tir | % 3pts | % LF | Rbds/m. | Pass/m. | Int/m. | Ctr/m. | Pts/m. |
| --------- | ----------------- | ------ | ------ | ------ | ----- | ------ | ---- | ------- | ------- | ------ | ------ | ------ |
| 2019–2021 | Southeastern (en) | 31     | 16     | 25.9   | .500  | .410   | .773 | 7.6     | .9      | 1.4    | .9     | 14.6   |
| 2020–2021 | Southeastern      | 10     | 9      | 26.1   | .535  | .484   | .818 | 9.1     | 1.6     | 1.7    | 1.0    | 20.3   |
| 2021–2022 | Southeastern      | 30     | 30     | 29.5   | .530  | .406   | .756 | 11.3    | 2.3     | 1.2    | 1.2    | 22.7   |
| 2022–2023 | Southeastern      | 28     | 28     | 37.2   | .588  | .376   | .802 | 13.6    | 2.5     | 1.2    | 2.3    | 25.4   |
| Carrière  | Carrière          | 99     | 83     | 30.2   | .543  | .408   | .782 | 10.6    | 1.8     | 1.3    | 1.4    | 20.7   |